# Еврейский областной комитет КПСС
Еврейский областной комитет КПСС — центральный партийный орган, существовавший в Еврейской автономной области с 6 июня 1935 года по 6 ноября 1991 года.

## История
- 7 мая 1934 года образована Еврейская автономная область и в связи с этим 6 июня 1935 года был создан Еврейский областной комитет ВКП(б).
- 13 октября 1952 года Еврейский областной комитет ВКП(б) переименован в Еврейский областной комитет КПСС.
- В 1990 или 1991 году Еврейский областной комитет КПСС переименован в Еврейский областной комитет КП РСФСР (в составе КПСС).
- 23 августа 1991 года деятельность КП РСФСР приостановлена, а 6 ноября того же года запрещена.

## Первые секретари
- Хавкин Матвей Павлович (Мордух Тевелевич; 1916, 1897—1980) 6.6.1935 — 22.5.1937
- Рыськин Арон Борисович (1916, 1899—1984) 23.5 — 12.10.1937
- Сухарев Гирш Нохимович (1924, 1900—1963) 12.10.1937 — 11.1941
- Савик Павел Степанович (1926, 1904-) 11.1941 — 4.1943
- Бахмутский Александр Наумович (1932, 1911—1961) 4.1943 — 18.7.1949
- Симонов Павел Васильевич (1931, 1911—1987) 18.7.1949 — 7.1952
- Шитиков Алексей Павлович (1939, 1912—1993) 7.1952 — 8.1955
- Бенькович Лев Ефремович (1940, 1907—1995) 8.1955 — 7.1957
- Патлай Иннокентий Акимович (1930, 1905—1989) 7.1957 — 10.3.1959
- Чёрный Алексей Климентьевич (1946, 1921—2002) 10.3.1959 — 13.5.1962
- Подгаев Григорий Ефимович (1942, 1920—1990) 13.5.1962 — 24.7.1970
- Шапиро Лев Борисович (1959, 1927-) 24.7.1970 — 30.7.1987
- Корсунский Борис Леонидович (1968, 1946—2008) 30.7.1987 — 14.9.1990
- вакансия, и. о. 2-й секретарь областного комитета КПСС 14.9 — .11.1990
- Капеистов Анатолий Владимирович (1975, 1948-) 11.1990 — 23.8.1991